# Kindu
Kindu (antigament Kindu Port-Empain) és la capital de la província de Maniema (República Democràtica del Congo). És un dels ports més importants del riu Lualaba i té uns 200.000 habitants encara que les dades poden ser poc precises, a causa de la dificultat per a realitzar censos. La ciutat està situada prop del centre geogràfic del país, a 500 msnm. La frontera amb Burundi es troba a 370 km a l'oest.

## Història
La ciutat va ser un important centre de recopilació de matèries primeres procedents del centre d'Àfrica, tals com diamants, or i fustes nobles. La ciutat posseeix diversos símbols musulmans fruit del pas de caravanes de traficants d'esclaus àrabs, procedents del nord d'Àfrica i amb destinació a Unguja.

## Infraestructura
La ciutat compta amb una estació de ferrocarril que la comunica amb la capital estatal. El port fluvial és un important embarcador comercial d'articles procedents del nord-est del país.

## Població
Té una població propera als 200.000 habitants, encara que les dades censals són poc fiables. Hi ha una petita zona metropolitana on es concentra part de la població local, i la resta es troba escampada en petits poblats als voltants, a una distància entre 2 i 20 km del centre.